# Dmytro Hlyebov
Dmytro Hlyebov, né le 20 juillet 1988, à Kharkiv, en Ukraine, est un joueur ukrainien de basket-ball. Il évolue au poste d'ailier.